# Rózsás meténg
A rózsás meténg vagy rózsameténg (Catharanthus roseus) a meténgfélék (Apocynaceae) családjába tartozó növényfaj. Linné még a meténg nemzetségbe sorolta, a modern rendszerleírások szerint azonban annak testvércsoportjába, a Catharanthus-ba tartozik.
Madagaszkáron őshonos, ahol elsősorban az irtásos-égetéses földművelés miatt csökkent a termőterülete, veszélyeztetett faj. A világ más részein azonban széles körben termesztik, sok szubtrópusi és trópusi területen meg is honosodott.
Örökzöld félcserje vagy lágy szárú növény, legfeljebb 1 méter magasra nő meg. A fényes zöld, szőrtelen levelek rövid, 1-1,8 cm-es levélnyélen, párosával átellenesen erednek. Alakjuk a tojásdadtól a hosszúkás, téglalap alakúig terjed, hosszuk 2,5–9 cm, szélességük 1-3,5 cm. A levelek középső ere világosabb zöld. A virágok színe a fehértől a sötétrózsaszínig terjed, közepük sötétebb vörös. Az alapjuknál 2,5–3 cm hosszúságú pártacsővé összeforrt szirmok 2–5 cm-es, ötszirmű pártát alkotnak. A termés 2–4 cm hosszú, 3 mm széles tüszőtermés.

## Hatóanyagok
Az ibogénre hasonlító indol alkaloidák: akuammin, katarozin, vindolin, vincristin, vinblastin, vincamin.

## Termesztése, felhasználása

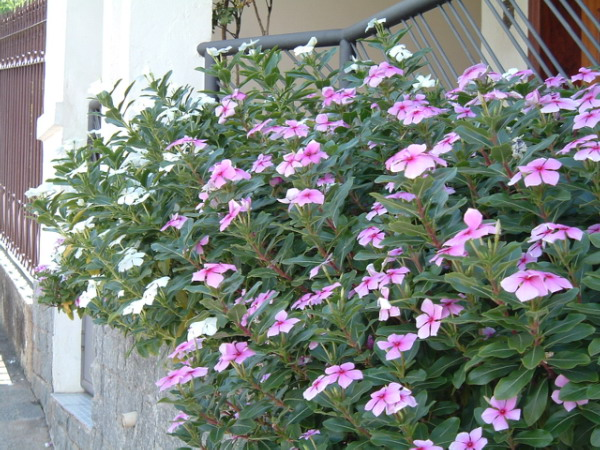
Catharanthus roseus kerti növényként (Brazília)

A rózsás meténget régóta termesztik gyógy- és dísznövényként. A hagyományos kínai orvoslásban kivonatát számos betegség, köztük a cukorbetegség, a malária és a Hodgkin-kór gyógyítására használják. A növényből kivont vinkrisztin és vinblasztin kemoterápiákban alkalmazott szer. Márk Gergely sikerrel nemesítette.
A rózsás meténg hagyományos, gyógyító célú használata ellenére a nyugati gyógyszercégek által a C. roseus alapú gyógyszerekre kompenzáció nélkül benyújtott szabadalmak a biokalózkodás gyanúját vetítik ezekre a cégekre.
Fogyasztása veszélyes is lehet. Hallucinogén, emiatt Louisianában kizárólag dísznövényként ültethető.
Fogyasztása tilos, szerepel az OGYÉI tiltólistáján is.
Dísznövényként kedvelt tulajdonsága, hogy jól viseli a szárazságot és a tápanyagszegény talajt. Népszerű szubtrópusi kertekben, ahol a hőmérséklet nem esik 5-7 °C alá, mérsékelt égöv alatt pedig meleg évszaki virágágyásokban. Hosszú ideig virágzik, trópusi körülmények között egész évben, meleg mérsékelt égöv alatt tavasztól késő őszig. A napos helyeket, jó vízelvezetésű talajt kedveli. Számos termesztett fajtája van, egyeseket virágszín (fehér, mályva-, barackszín, skarlátvörös, narancsvörös), másokat a mérsékelt égövi hűvös jobb tűrése érdekében szelektáltak. Az ismertebb fajták közé tartozik az 'Albus' (fehér virágok), 'Grape Cooler' (rózsaszín; hidegtűrő), az Ocellatus Group (különböző színek) és a 'Peppermint Cooler' (fehér, vörös középpel; hidegtűrő).

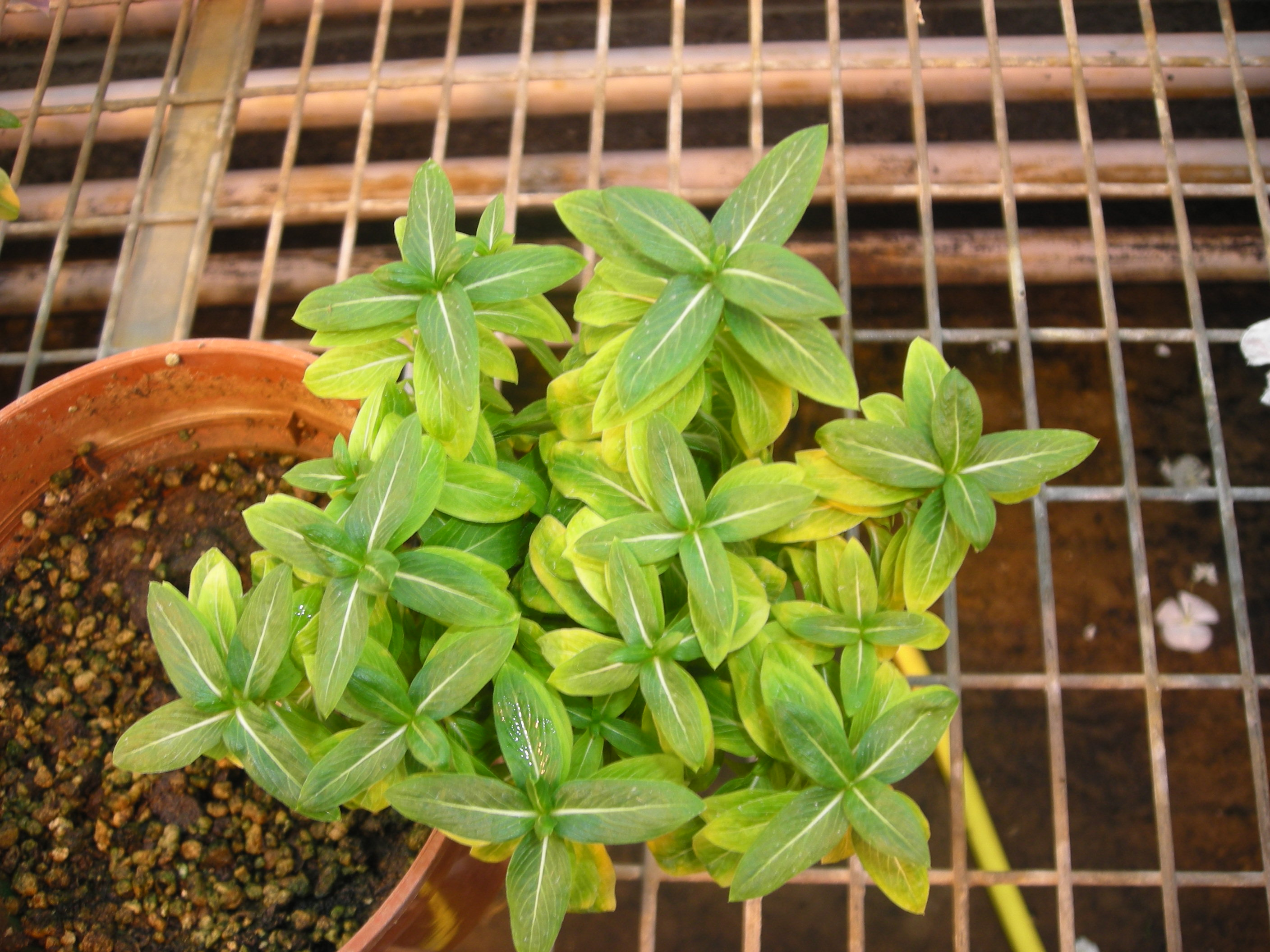
Fitoplazma-fertőzés tünetei

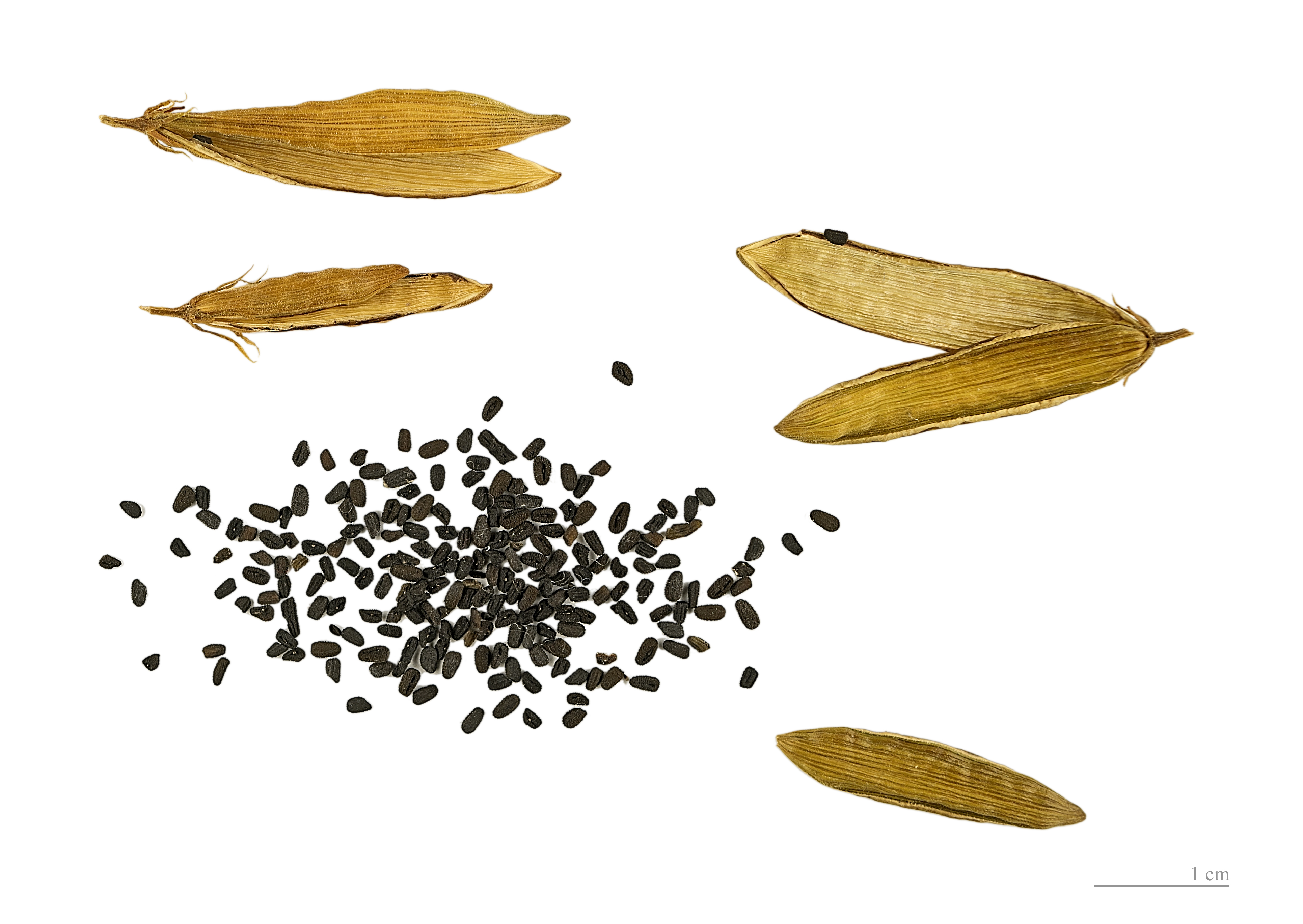
Catharanthus roseus

A C. roseus-t a növénykórtanban a fitoplazma-fertőzés kutatásában gazdanövényként használják fel. Ennek az az oka, hogy a fitoplazmák többségével könnyű megfertőzni, és könnyen felismerhető tüneteket produkál, mint a fillódia (a virág elzöldülése, ellevelesedése) vagy a jelentősen redukált levélméret.

## Fordítás
- Ez a szócikk részben vagy egészben a Catharanthus roseus című angol Wikipédia-szócikk ezen változatának fordításán alapul.  Az eredeti cikk szerkesztőit annak laptörténete sorolja fel. Ez a jelzés csupán a megfogalmazás eredetét és a szerzői jogokat jelzi, nem szolgál a cikkben szereplő információk forrásmegjelöléseként.